# Meus Prêmios Nick 2010
El Meus Premios Nick 2010 Fue la undécima edición de los Meus Premios Nick. Ocurrió en Río de Janeiro, en el Citibank Hall, día 23 de septiembre y en São Paulo, Credicard Hall, el 30 de septiembre, a las 20:00. Nickelodeon Brasil, esta edición fue presentada por vacalistas Di Ferrero (NX Zero) y Lucas, un miembro de la banda de Fresno.

## Vencedores e indicados

### Programa de TV Favorito
| Indicado    | Resultado | País           |
| ----------- | --------- | -------------- |
| iCarly      | Ganador   | Estados Unidos |
| Acesso MTV  | Nominado  | Brasil         |
| Isa TK+     | Nominado  | Colombia       |
| Malhação ID | Nominado  | Brasil         |

### Atriz Favorita
| Indicado                | Programa        | Resultado | País      |
| ----------------------- | --------------- | --------- | --------- |
| María Gabriela de Faría | Isa TK+         | Ganador   | Venezuela |
| Alinne Moraes           | Viver a Vida    | Nominado  | Brasil    |
| Cristiana Peres         | Malhação ID     | Nominado  | Brasil    |
| Fernanda Vasconcellos   | Tempos Modernos | Nominado  | Brasil    |

### Ator Favorito
| Indicado        | Programa                 | Resultado | País   |
| --------------- | ------------------------ | --------- | ------ |
| Mateus Solano   | Viver a Vida             | Ganador   | Brasil |
| Cauã Reymond    | Passione                 | Nominado  | Brasil |
| Fiuk            | Malhação ID              | Nominado  | Brasil |
| Jayme Matarazzo | Escrito en las estrellas | Nominado  | Brasil |

### Desenho Favorito
| Indicado                   | Resultado | País           |
| -------------------------- | --------- | -------------- |
| Bob Esponja                | Ganador   | Estados Unidos |
| Los Padrinos Mágicos       | Nominado  | Estados Unidos |
| Phineas and Ferb           | Nominado  | Estados Unidos |
| Los Pinguins de Madagascar | Nominado  | Estados Unidos |

### Artista Internacional Favorito
| Indicado         | Resultado | País           |
| ---------------- | --------- | -------------- |
| Justin Bieber    | Ganador   | Canadá         |
| Lady Gaga        | Nominado  | Estados Unidos |
| Miranda Cosgrove | Nominado  | Estados Unidos |
| Taylor Lautner   | Nominado  | Estados Unidos |

### Cantora Favorita
| Indicado       | Resultado | País   |
| -------------- | --------- | ------ |
| Cláudia Leitte | Ganador   | Brasil |
| Ivete Sangalo  | Nominado  | Brasil |
| Sandy          | Nominado  | Brasil |
| Pitty          | Nominado  | Brasil |

### Cantor Favorito
| Indicado       | Resultado | País   |
| -------------- | --------- | ------ |
| Luan Santana   | Ganador   | Brasil |
| Diego Silveira | Nominado  | Brasil |
| Di Ferrero     | Nominado  | Brasil |
| Samuel Rosa    | Nominado  | Brasil |

### Banda Favorita
| Indicado | Resultado | País   |
| -------- | --------- | ------ |
| NX Zero  | Ganador   | Brasil |
| Cine     | Nominado  | Brasil |
| Fresno   | Nominado  | Brasil |
| Pitty    | Nominado  | Brasil |

### Música do Ano
| Indicado       | Artista      | Resultado | País   |
| -------------- | ------------ | --------- | ------ |
| "Meteoro"      | Luan Santana | Ganador   | Brasil |
| "A Usurpadora" | Cine         | Nominado  | Brasil |
| "Fracasso"     | Pitty        | Nominado  | Brasil |
| "Só Rezo"      | NX Zero      | Nominado  | Brasil |

### Revelação Musical
| Indicado     | Resultado | País   |
| ------------ | --------- | ------ |
| Caps Lock    | Ganador   | Brasil |
| Hori         | Nominado  | Brasil |
| Luan Santana | Nominado  | Brasil |
| Restart      | Nominado  | Brasil |

### Filme do Ano
| Indicado                                           | Resultado | País           |
| -------------------------------------------------- | --------- | -------------- |
| A Saga Crepúsculo - Lua Nova                       | Ganador   | Estados Unidos |
| Avatar                                             | Nominado  | Estados Unidos |
| Alice no País das Maravilhas                       | Nominado  | Estados Unidos |
| Percy Jackson & the Olympians: The Lightning Thief | Nominado  | Estados Unidos |

### Gato do Ano
| Indicado         | Resultado | País   |
| ---------------- | --------- | ------ |
| Dudu Surita      | Ganador   | Brasil |
| Frederico Devito | Nominado  | Brasil |
| Fiuk             | Nominado  | Brasil |
| Ricardo Abarca   | Nominado  | México |

### Gata do Ano
| Indicado                | Resultado | País   |
| ----------------------- | --------- | ------ |
| Sabrina Sato            | Ganador   | Brasil |
| Claudia Colucci         | Nominado  | Brasil |
| Fernanda Helena Cardoso | Nominado  | Brasil |
| Grazi Massafera         | Nominado  | Brasil |

### Humorista Favorito
| Indicado       | Resultado | País   |
| -------------- | --------- | ------ |
| Marcius Melhem | Ganador   | Brasil |
| Evandro Santo  | Nominado  | Brasil |
| Marcelo Adnet  | Nominado  | Brasil |
| Marco Luque    | Nominado  | Brasil |

### Atleta Favorito
| Indicado    | Resultado | País   |
| ----------- | --------- | ------ |
| Neymar      | Ganador   | Brasil |
| César Cielo | Nominado  | Brasil |
| Júlio César | Nominado  | Brasil |
| Robinho     | Nominado  | Brasil |

### Livro Favorito
| Indicado                             | Resultado | País           |
| ------------------------------------ | --------- | -------------- |
| A Saga Crepúsculo – Eclipse          | Ganador   | Estados Unidos |
| Harry Potter e as Relíquias da Morte | Nominado  | Estados Unidos |
| Percy Jackson e o Ladrão de Raios    | Nominado  | Estados Unidos |
| Querido Diário Otário                | Nominado  | Estados Unidos |

### Twitter do Ano
| Indicado                        | Resultado | País   |
| ------------------------------- | --------- | ------ |
| Nickelodeon (@nickelodeonBR)    | Ganador   | Brasil |
| Fiuk (@fiuk)                    | Nominado  | Brasil |
| Capricho (@capricho)            | Nominado  | Brasil |
| Rafinha Bastos (@rafinhabastos) | Nominado  | Brasil |

### Game Favorito
| Indicado             | Resultado | País           |
| -------------------- | --------- | -------------- |
| New Super Mario Bros | Ganador   | Estados Unidos |
| FIFA 10              | Nominado  | Canadá         |
| Alice In Wonderland  | Nominado  | Estados Unidos |
| Toy Story 3          | Nominado  | Estados Unidos |

### Casal do Ano
| Indicado        | Programa             | Resultado | País           |
| --------------- | -------------------- | --------- | -------------- |
| Bella e Edward  | Crepúsculo           | Ganador   | Estados Unidos |
| Cris e Bernardo | Malhação ID          | Nominado  | Brasil         |
| Cosmo e Wanda   | Os Padrinhos Mágicos | Nominado  | Estados Unidos |
| Isa e Alex      | Isa TK+              | Nominado  | Venezuela      |

### Prêmio Ajude Seu Mundo
| Prêmio Ajude Seu Mundo |
| ---------------------- |
| Luciano Huck           |